# Estral Beach
Estral Beach est un village du comté de Monroe, dans l'État du Michigan, aux États-Unis. En 2020, il comptait une population de 403 habitants.